# Oratorio di Santa Croce (Calangianus)
L'oratorio di Santa Croce è un edificio religioso situato nel centro abitato di Calangianus, in Gallura.

## Storia
Eretto nel 1646 al fianco della chiesa di Santa Giusta, ha subito nel 1793 una sopraelevazione e un restauro mentre nel 1982 è stato sottoposto ad un'ulteriore opera di restauro. L'oratorio è sede della confraternita di Santa Croce, di cui si hanno però le prime notizie già dal 1616 e non dal 1646, data incisa sull'architrave.

## Descrizione
Completamente granitico,l'oratorio di Santa Croce presenta una pianta rettangolare con una singola navata, coperta da una volta a botte. L'altare, leggermente rialzato, presenta una pala raffigurante l'Assunzione della Vergine, realizzata dal pittore Andrea Lusso nel 1596 e destinata un tempo ad ornare l'altare maggiore della chiesa parrocchiale. Nel suggestivo dipinto, ai piedi della Vergine, si può notare la patrona santa Giusta e san Giovanni di Liscia.
La facciata esterna presenta al centro il portone d´ingresso, sormontato dall'architrave e da un balcone. Presenta sul tetto un piccolo campanile a vela.